# Équipe de France masculine de kayak-polo
Pour les articles homonymes, voir Équipe de France de kayak-polo et Équipe de France.
L'équipe de France de kayak-polo est l'équipe masculine qui représente la France dans les compétitions majeures de kayak-polo.
Elle est constituée par une sélection des meilleurs joueurs français sous l'égide de la Fédération française de canoë-kayak.
Actuellement championne du monde, elle compte à son palmarès trois titres de champion du monde (en 2006, 2010, et 2014), trois titres de champions d'Europe (1997, 1999 et 2011), un titre de vice-champion du monde (2008) et un titre de vice-champion d'Europe (1995).

## Joueurs actuels

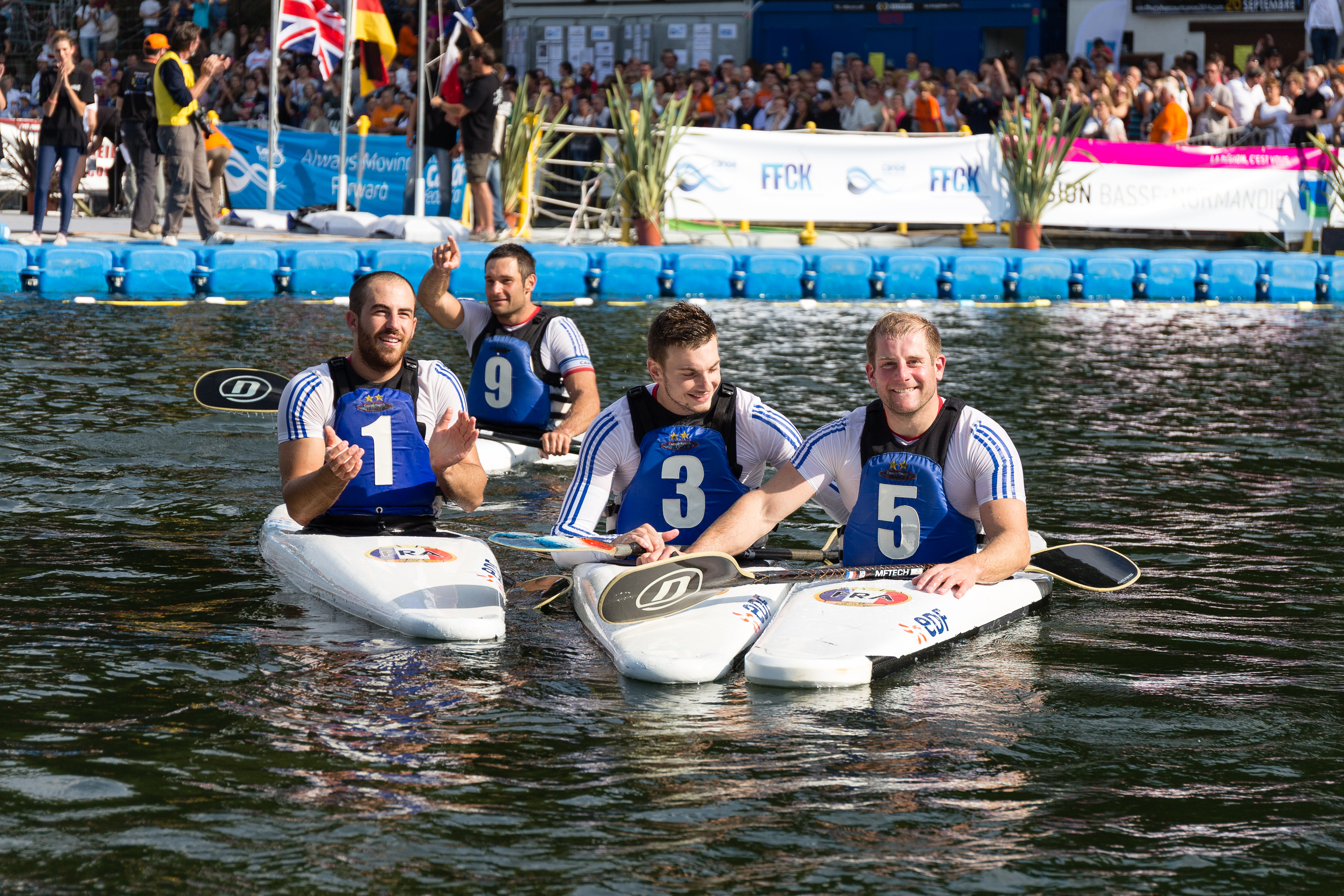
Une partie de l’équipe aux championnats du monde de kayak-polo 2014.

| Numéro | Nom              | Club                     | Date de naissance |
| ------ | ---------------- | ------------------------ | ----------------- |
| 1      | Christophe Belat | MUC CK                   | 27 février 1991   |
| 2      | Matthieu Lalliot | CKC Saint Omer           | 1er avril 1982    |
| 3      | David Linet      | MUC CK                   | 2 novembre 1991   |
| 4      | Martin Brodoux   | CK Club de l'Agenais     | 11 avril 1985     |
| 5      | François Barbey  | A.S.E.V. CK Condé S/Vire | 15 octobre 1980   |
| 6      | Patrice Belat    | MUC CK                   | 27 janvier 1990   |
| 7      | Franck Besson    | CKCIR Saint-Grégoire     | 16 juillet 1992   |
| 9      | Maxime Gohier    | A.S.E.V. CK Condé S/Vire | 19 avril 1982     |

## Anciennes sélections
| Numéro | Nom              | Club                     | Date de naissance |
| ------ | ---------------- | ------------------------ | ----------------- |
| 9      | Maxime Gohier    | A.S.E.V. CK Conde S/Vire | 19 avril 1982     |
| 1      | Thomas Bretenoux |                          |                   |
| 5      | François Barbey  | A.S.E.V. CK Conde S/Vire | 15 octobre 1980   |
| 8      | Romain Morel     |                          |                   |
| 4      | Martin Brodoux   | CK Club de l'Agenais     |                   |
| 6      | Patrice Belat    |                          |                   |
| 3      | Vivien Thobie    |                          |                   |

| Numéro | Nom              | Club                     | Date de naissance |
| ------ | ---------------- | ------------------------ | ----------------- |
| 5      | François Barbey  | A.S.E.V. CK Conde S/Vire | 15 octobre 1980   |
| ?      | Martin Brodoux   | CK Club de l'Agenais     |                   |
| ?      | Thibaud Chanuc   | CK Club de l'Agenais     | 11 février 1983   |
| ?      | Manuel Courtin   | CK Club de l'Agenais     | 17 octobre 1971   |
| ?      | Yves-Marie Denis | A.S.E.V. CK Conde S/Vire |                   |
| ?      | Maxime Gohier    | A.S.E.V. CK Conde S/Vire | 19 avril 1982     |
| ?      | Philippe Pfister | ASCPA CK. Strasbourg     | 26 décembre 1972  |

## Palmarès
Parcours aux championnats d'Europe
- 1995 : 2e
- 1997 : 1re
- 1999 : 1re
- 2001 : 4e
- 2003 : 4e
- 2005 : 5e
- 2007 : 3e
- 2009 : 6e
- 2011 : 1re
- 2013 : 4e
- 2015 : 3e

Parcours aux championnats du Monde
- 1994 : 5e
- 1996 : 4e
- 1998 : 6e
- 2000 : 6e
- 2002 : 6e
- 2004 : 4e
- 2006 : 1re
- 2008 : 2e
- 2010 : 1re
- 2012 : 3e
- 2014 : 1re

Parcours aux jeux mondiaux
- 2005 : 5e
- 2009 : 1re
- 2013 : 2e
- 2017 : 2e